# Aragoa parviflora
Aragoa parviflora là một loài thực vật có hoa trong họ Mã đề. Loài này được Fern.Alonso & Castrov. mô tả khoa học đầu tiên năm 1993.